# Соглашение между СССР и Маньчжоу-го об уступке Маньчжоу-го прав СССР в отношении КВЖД (СМЖД)
Соглашение между СССР и Маньчжоу-го об уступке Маньчжоу-го прав СССР в отношении КВЖД (СМЖД) было подписано 23 марта 1935 года в Токио.

## История
В 1927 году кабинет правительства Японии возглавил генерал Танака Гиити. Начала формироваться «Политическая программа в отношении Китая», которая состояла в том, что Маньчжурия и Монголия стали предметом «особой заботы Японии». С 1931 года усиливается угроза японской агрессии против Китая. В Маньчжурии сосредоточены части Квантунской армии, охранявшие Южно-Маньчжурскую железную дорогу и другие объекты, полученные после русско-японской войны. В Китае тем временем Чан Кайши вёл борьбу с китайской Красной армией.
После Мукденского инцидента на ЮМЖД, случившегося 18 сентября 1931 года, Советский Союз ощутил угрозу своей собственности в Маньчжурии. Появилась информация о том, что японскими частями занята узловая станция Куаньчэнцзы, которая находилась на юге КВЖД, и о том, что среди советских «граждан имеются даже убитые». Через пять дней после начала агрессии японцы заняли провинции Мукден и Цзилинь. Китайская армия отступала, обеспечивая свободу действиям японцев на КВЖД. Советское правительство сделало заявления, в которых говорилось о невмешательстве в японо-китайскую войну.
Вскоре японская армия взяла Цицикар и стала продвигаться к Харбину. Японская сторона стала обвинять руководство железной дороги в «перевозке китайских войск», несмотря на существующую директиву о том, чтобы «не соглашаться на перевозку на фронт той или иной воюющей стороны по КВЖД». Вскоре последовали требования Японии: разрешить перевозки по КВЖД, перепоручить охрану дороги японцам, перевозить войска с 50 % от тарифа и охрану дороги — бесплатно; а также просьба решить вопрос «об использовании восточной линии КВЖД для перевозки японских войск».
Несмотря на условия Портсмутского договора, не разрешающие перевозку войск по дороге в стратегических целях, Советское правительство вынуждено было дать согласие.
1 марта 1932 года на Дальнем Востоке появилось «независимое» государство Маньчжоу-го. Обстановка на КВЖД резко обострилась. В апреле 1932 года в Харбине по обвинению «в террористических актах» были арестованы 150 советских граждан. Их подвергли избиениям, пыткам, несколько человек были замучены насмерть. Наряду с арестами наблюдались захваты железнодорожных станций и притязания на имущество КВЖД.
Спустя некоторое время на западе КВЖД началось китайское восстание «Армии спасения родины». На просьбу японского правительства, СССР дал согласие на перевозку японских войск на станцию Маньчжурия, где были захвачены японские дипломаты.
К концу 1932 года вся КВЖД находилась под контролем японских военных, а в населённых пунктах магистрали развевались флаги Маньчжоу-го.
В первой половине 1933 года участились нападения хунхузов на восточную линию КВЖД, кроме того японцы продолжили свои бесчинства. За год КВЖД потеряла 55 человек убитыми, 825 человек ранеными, 593 человека были уведены в плен. Свыше тысячи человек были ограблены. Повреждено и разграблено 50 паровозов, 958 классных и 855 товарных вагонов, разрушен путь в 53 местах общим протяжением в 4 км, разрушено и повреждено 124 гражданских и служебных здания, 775 раз была повреждена связь.
Нахождение японских войск вдоль советских границ требовало от руководства конкретных шагов. 2 мая 1933 года Советское правительство выразило готовность продать железную дорогу. На начало 1930-х годов доходность от КВЖД резко снизилась. Согласно секретному докладу Управляющего КВЖД Ю. В. Рудого, доходы дороги составили в 1929 году — 68,1 млн рублей, в 1930 году — 49,2 млн рублей, в 1931 году — 40,6 млн рублей.
Советская делегация запросила сумму в размере 250 млн золотых рублей (625 млн японских иен). Однако маньчжурская делегация в ответ предложила 25 млн золотых рублей (50 млн японских иен). В августе советская делегация понизила выкупную сумму до 160 млн иен, а японо-маньчжурская сторона повысила своё предложение до 120 млн иен. Переговоры зашли в тупик, на КВЖД начались аресты, которые тщательно замалчивались в Японии. Продажа магистрали стала необходимостью, а не миролюбивым шагом.
Видимо японская сторона также сомневалась при оценке стоимости КВЖД и поэтому обратилась к эмигрантским специалистам из России. В японском посольстве в Париже вопрос о продаже КВЖД обсуждали бывший царский министр финансов граф В. Н. Коковцов и С. В. Востротин. Согласно секретной записке, переданной ОГПУ И. В. Сталину в ноябре 1933 года, на этой встрече В. Н. Коковцов хорошо отозвался о советской авиации и определил минимальную стоимость КВЖД в 125 млн золотых рублей.
12 сентября министр иностранных дел Японии предложил цену в 140 млн иен. При этом 2/3 выкупной суммы должно было обеспечиваться товарами и 1/3 — денежными платежами, причём половина этой суммы должна была выплачиваться сразу же после подписания соглашения.
По соглашению все советские служащие подлежали увольнению с получением целого ряда выплат и выездом в СССР. Выплачиваемые уволенным служащим суммы были порой очень значительными. Например, инженер К. А. Штенгель (оклад 385 рублей в месяц) получил 34468,8 руб. Всего для расчётов с уволенными советскими гражданами было выписано по ведомости 14032992,11 руб. Уволенным разрешалось вывезти в СССР беспошлинно за государственный счёт всё имущество без ограничения его размера. Что касается пенсий уволенным служащим от КВЖД, то они выплачивались советской стороной до 1937 года (пенсионерам, проживающим в Маньчжоу-Го до 1945 года), а маньчжурской стороной до 1 января 1937 года. В 1935 году значительная часть советских граждан выехала из Китая в СССР, а к 1938 году в Маньчжурии были закрыты три (из пяти) советских консульства. Оставшаяся советская колония в Маньчжурии перешла под опеку советского консульства, которое иногда помогало нуждающимся небольшими выплатами. Многие советские граждане, оставшиеся в Маньчжурии, отказались от гражданства и перешли в «эмигрантское состояние».
КВЖД японцы переименовали в Северо-Маньчжурскую железную дорогу.